# 66E busz (Budapest)
A budapesti 66E jelzésű autóbusz a Határ út metróállomás és Soroksár, BILK között közlekedik, a 66-os és 66B busz zónázó gyorsjárataként. Kizárólag munkanapokon, a reggeli és a délutáni csúcsidőszakokban jár. A viszonylatot az ArrivaBus üzemelteti.

## Története
2008. augusztus 21-étől a 66-os busz 66E jelzéssel közlekedik, alacsony padlós járművek is megjelentek a vonalon, illetve érinti a Nagykőrösi út / Határ út és Baross utca megállóhelyeket, valamint minden menet Soroksár, BILK-ig közlekedik.
2010. május 17-étől három hónapig – a Knorr Bremse Hungária Fékgyár új telephelyének elkészültéig – a Torontál utca megállóhelyet nem érintették, helyette Festékgyárnál álltak meg. Miután a telephely felépült, újra a Torontál utcánál áll meg.
2019. április 6. és 2020. október 22. között az M3-as metró déli szakaszának felújítása miatt szünetelt, helyette a sűrűbb 66-os és 66B busz közlekedett.

## Járművei
2015 novemberéig a BKV Ikarus 280-as és Van Hool AG300 buszai közlekedtek a vonalon. November 1-jétől a viszonylaton a VT-Arriva (2021-től ArrivaBus néven) Mercedes-Benz Conecto G típusú autóbuszai közlekednek.

## Útvonala
| Soroksár, BILK felé |
| Határ út M vá. – Határ út – Török Flóris utca – Topánka utca – Baross utca – Kossuth Lajos utca – Helsinki út – Grassalkovich út – felüljáró – Ócsai út – BILK, Forgalmas utca – Európa utca – Soroksár, BILK vá.                                              |
| Határ út felé |
| Soroksár, BILK vá. – BILK, belső út – Európa utca – Forgalmas utca – Soroksár, központi raktárak – Ócsai út – felüljáró – Grassalkovich út – Helsinki út – Topánka utca – Szent Erzsébet tér – Kossuth Lajos utca – Jókai Mór utca – Határ út – Határ út M vá. |

## Megállóhelyei
| 0  | Határ út M végállomás                                                         | 30 | 27  | 66, 66B, 84E, 89E, 94E, 99, 123, 123A, 142E, 194, 194B, 294E 42, 50, 52 626, 628, 629, 660 1080, 1110       | Autóbusz-állomás, Metróállomás, Shopmark bevásárlóközpont                                    |
| 3  | Nagykőrösi út / Határ út                                                      | 26 | 23  | 54, 55, 66, 66B, 84E, 89E, 94E, 123, 123A, 148, 254E, 255E, 294E 3, 52                                      |                                                                                              |
| 8  | Pesterzsébet, városközpont                                                    | 18 | 15  | 35, 66, 66B, 119, 148, 166, 223E, 224, 224E                                                                 | Pesterzsébeti Polgármesteri Hivatal, Penny Market, INTERSPAR hipermarket, McDonald’s étterem |
| 9  | Baross utca (↓) Pesterzsébet, Baross utca (↑)                                 | 17 | 14  | 35, 36, 119, 148, 151, 166, 224, 224E                                                                       |                                                                                              |
| 13 | Torontál utca H                                                               | 13 | 10  | 66, 66B, 166                                                                                                | HÉV-állomás                                                                                  |
| 14 | Festékgyár                                                                    | 12 | 9   | 66, 66B, 166 627, 630, 631, 632, 635, 636, 650, 653, 654, 655, 659, 661                                     |                                                                                              |
| 15 | Soroksár felső H                                                              | 10 | 7   | 66, 66B, 135, 166                                                                                           | HÉV-állomás                                                                                  |
| 18 | Soroksár, Hősök tere H                                                        | 8  | 5   | 66, 66B, 135, 166 626, 627, 628, 629, 630, 631, 632, 635, 636, 650, 653, 654, 655, 659, 660, 661 1080, 1110 | HÉV-állomás                                                                                  |
| 20 | Zsellér dűlő                                                                  | 6  | 3   | 66, 66B, 135 626, 627, 628, 629, 630, 631, 632, 635, 636                                                    |                                                                                              |
| 22 | Ócsai úti felüljáró                                                           | 5  | 2   | 66, 66B 630, 631, 632, 635, 636                                                                             |                                                                                              |
| 23 | Polimer                                                                       | 4  | 1   | 66, 66B |                                                                                              |
| 25 | BILK bekötőút (↓) Soroksár, központi raktárak (↑) vonalközi induló végállomás | 3  | 0   | 66, 66B 626, 627, 628, 629, 630, 631, 632, 635, 636                                                         | Központi raktárak                                                                            |
| 26 | MNB                                                                           | 2  |     | 66B | Magyar Nemzeti Bank telephely                                                                |
| ∫  | BILK, DF épület                                                               | 1  | 66B | |                                                                                              |
| 28 | Soroksár, BILK végállomás                                                     | 0  | 66B | BILK logisztikai központ                                                                                    |                                                                                              |